# (2663) Miltiade
(2663) Miltiade, désignation internationale (2663) Miltiades, est un astéroïde de la ceinture principale.

## Description
(2663) Miltiade est un astéroïde de la ceinture principale. Il fut découvert par Cornelis Johannes van Houten, Ingrid van Houten-Groeneveld et Tom Gehrels le 24 septembre 1960 à l'observatoire Palomar. Il présente une orbite caractérisée par un demi-grand axe de 2,23 UA, une excentricité de 0,138 et une inclinaison de 6,22° par rapport à l'écliptique.
Il fut nommé en hommage au stratège athénien Miltiade le Jeune (540-489 av. J.-C.).

## Compléments